# Pitinga (Porto Alegre)
O bairro Pitinga é um bairro localizado em Porto Alegre próximo ao bairro Restinga.
Como diversos outros bairros da região, o bairro Pitinga nasceu de uma briga entre Porto Alegre e o governo do estado, tendo em vista que a área da Restinga originalmente teria o tamanho de uma cidade, porem com a pressão do governo do estado, Porto Alegre decidiu manter o domínio sob a área, porém para não ter que gerar uma subprefeitura, Porto Alegre desmembrou o bairro em diversos outros bairros, assim facilitando a gestão.
O bairro Pitinga é considerado um bairro pobre de Porto Alegre, tendo em vista seus altos índices de violência, seu baixo índice de IDH (0.668) que comparado com o índice de IDH de Porto Alegre em 2010 (0.805) é relativamente baixo.
O bairro Pitinga é predominantemente composto por jovens-adultos e logo em seguida por idosos.
O bairro é um dos bairros com maior índices de analfabetos na capital gaúcha, com 5,54% de analfabetos, em comparação com os bairros ao redor, apenas um consegue ter índice semelhante, o bairro Lageado que apresenta 5,38% da sua população analfabeta.
Outro dado assustador é o alto índice de abandono escolar, 4,74% das crianças do bairro entre 6 e 15 anos, não estavam estudando, entre essas, 31,5% moravam em domicílios onde nenhum morador havia terminado o ensino fundamental.
A saúde também é preocupante, por estas batalhas para saber se Restinga iria virar uma cidade ou não, a responsabilidade pelo bairro foi cada vez mais esquecida, assim o bairro sofre com falta de saneamento básico e com falta de hospitais, tendo em vista que a unidade de saúde mais próxima é a Unidade de Pronto Atendimento Restinga.